# Kaspar von Schaumberg
Kaspar von Schaumberg († 20. Mai oder 15. bzw. 16. September 1429) war von 1409 bis 1429 Abt des Benediktinerklosters in Münsterschwarzach.

## Münsterschwarzach vor Schaumberg
Die Jahrhunderte vor dem Amtsantritt Kaspar von Schaumbergs waren für die Abtei in Münsterschwarzach sehr problematisch: Trotz dürftiger Quellenlage häuften sich im 13. Jahrhundert Brände, die dem Kloster schwer zusetzten. An der Wende zum 14. Jahrhundert versuchte man die Schäden zu beheben, gleichzeitig begann allerdings eine Spaltung des Konvents, der zu einem starken Güterverlust für das Kloster führte.
Zu Beginn des 15. Jahrhunderts wurde der Konvent erneut gespalten, die Misswirtschaft unter Abt Kraft von Bieberehren war daran schuld. Also stellte ihm der Würzburger Fürstbischof einen Wirtschafter zur Seite. Dies ging den Mönchen nicht weit genug, sie wollten Abt Kraft entfernen. Hildebrand Zollner, der Kandidat des Konvents und Vorgänger Schaumbergs, regierte dann auch nur von 1401 bis 1403, während Kraft bis 1409 überliefert ist.

## Leben
Über die Herkunft und das frühe Leben des Kaspar von Schaumberg ist nur wenig bekannt. Kaspar war Teil der Adelsfamilie von Schaumberg. Er stammte wohl aus dem Würzburger Umland, da er zunächst als Mitglied des Konvents des Würzburger Stadtklosters St. Burkard überliefert ist. In dieser Rolle tauchte er vor 1404 in den Quellen auf. Innerhalb des Klosters war er als Propst tätig und leitete die dem Kloster unterstellten Gebiete in Aub. Hier ist er am 2. Juni 1404 und am 16. Juni 1407 überliefert.
Nach Münsterschwarzach kam Schaumberg, als er vom Gegenpapst Johannes XXIII. zum Abt der Mainabtei promoviert wurde. Vorausgegangen war ein päpstliches Dekret, das den Abt des Würzburger Schottenklosters ermächtigte Kaspar mit der Abtei zu investieren. Erst am 7. Januar 1411 wurde allerdings der Nachfolger für sein Amt als Auber Propst bestimmt. Als einzige Amtshandlung des Abtes Kaspar von Schaumberg hat sich die Bestätigung der Klosterbesitzungen auf dem Konstanzer Konzil, am 1. September 1417, erhalten.
Wiederum wirtschaftete der Abt nicht im Sinne des Konvents und wurde gegen Ende der zwanziger Jahre von diesem abgesetzt. Kaspar von Schaumberg strengte kurz darauf ein gerichtliches Verfahren an, das die Rücknahme seiner Absetzung zum Ziel hatte, starb aber bevor Ergebnisse erzielt werden konnten. Abt Kaspar verschied nach den Klosterchroniken am 15. oder 16. September 1429, während er im Münsterschwarzacher Nekrolog unter dem 20. Mai vermerkt ist.

## Wappen

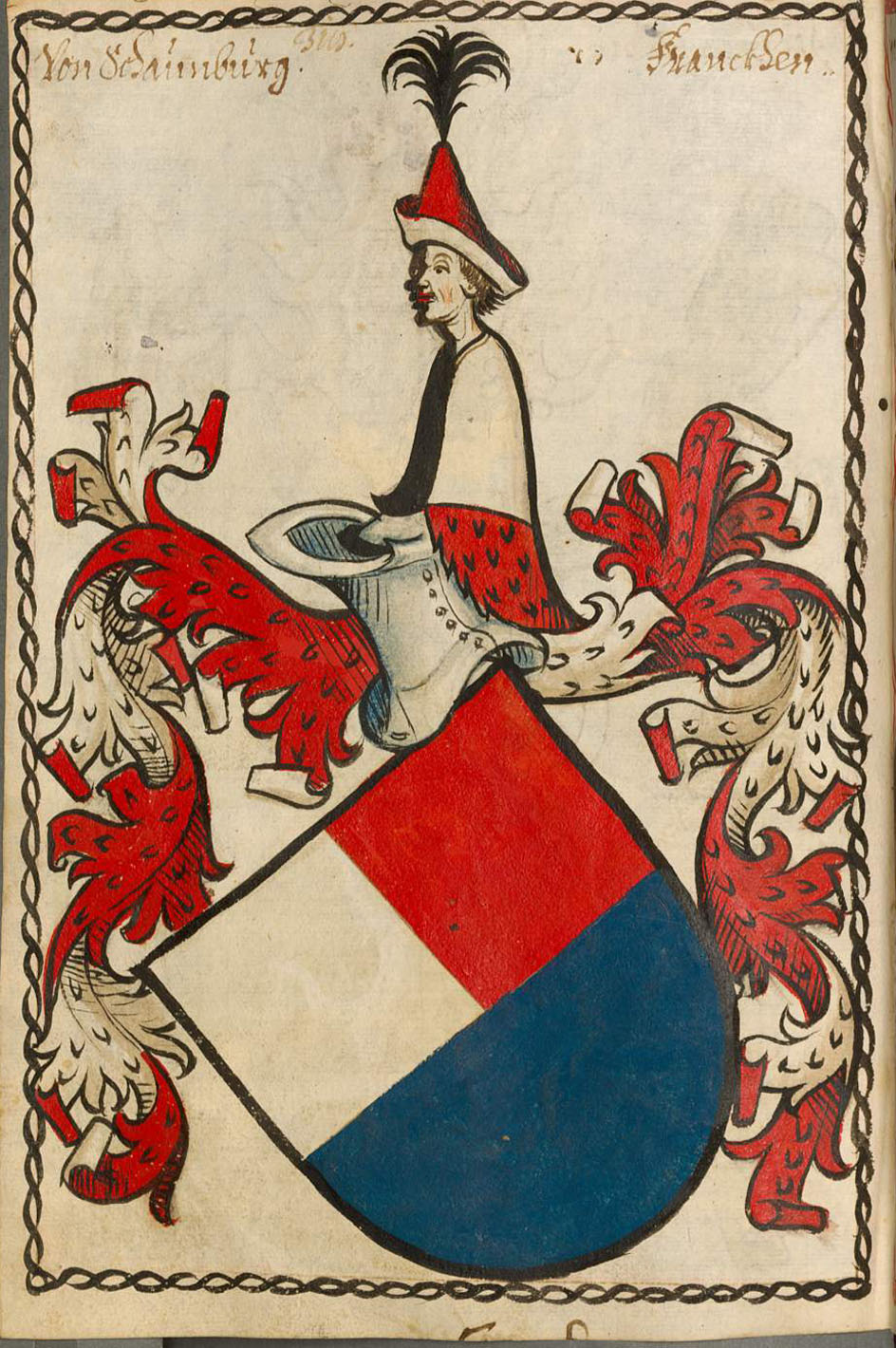
Das Familienwappen nach Siebmacher

Ein persönliches Abtswappen ist für Kaspar von Schaumberg nicht überliefert. Er war jedoch wohl Teil eines weitverzweigten, thüringisch-fränkischen Adelsgeschlechts, der Familie derer von Schaumberg. Beschreibung des Familienwappens: Von Silber und Rot über Blau halb gespalten und geteilt.